# Three Sisters
Three Sisters (en hangul, 세자매; RR: Sejamae) es una película surcoreana de 2020, escrita y dirigida por Lee Seung-won, y protagonizada por Moon So-ri, Kim Sun-young y Jang Yoon-ju. Se presentó en el 25.º Festival Internacional de Cine de Busan, en octubre de 2020, y se estrenó en sala el 27 de enero de 2021 en Corea del Sur. La película ha ganado 12 premios en distintas ceremonias de premiación.

## Sinopsis
La historia gira en torno a tres hermanas, cuyas vidas están en ruinas, aunque por diferentes motivos. Hee-sook, la hermana mayor, es de carácter apocado y vive intimidada por su propia hija; no ha dicho todavía a nadie que está enferma de cáncer. La segunda hermana es Mi-yeon, que dirige un coro en la iglesia y lleva una vida familiar aparentemente perfecta con su atractivo marido y sus dos hijos, pero también esconde serios problemas, entre los que no es el menor haber descubierto que su esposo tiene una amante. La hermana más joven es Mi-ok, que sufre una dependencia del alcohol y debe luchar además con su hijo adolescente. Cuando toda la familia regresa al hogar común, se revela la raíz de sus problemas.

## Reparto
- Moon So-ri como Mi-yeon.[1]
  - Kim Ji-an como Mi-yeon de niña.[3]
- Kim Sun-young como Hee-sook.[4]
- Jang Yoon-ju como Mi-ok.[5]
- Jo Han-chul como Dong-wook.
- Hyun Bong-sik como Sang-joon.
- Kim Ga-hee como Bo-mi.
- Lim Hye-young como Hyo-jeong.
- Jang Dae-woon como Seong-woon.
- Cha Mi-kyung como la madre.
- Jang Sun como la profesora de Seong-woon.
- Lee Bong-ryun como señora en el supermercado (cameo).[6]
- Kim Eui-sung como Jeong-beom (cameo).
- Im Chul-soo como estudiante (cameo).
- Park Kwang-sun como Byeong-goo (cameo).

## Producción
El director y guionista Lee Seung-won escribió el guion teniendo en mente ya los papeles para Moon So-ri y Kim Sun-young. A Moon So-ri le había impresionado la anterior película de Lee, Communication & Lies, donde Kim Sun-young tenía un papel secundario. Moon la vio en el Festival de Busan de 2015, visitó por ello al director y a Kim Sun-young, con la que está casado, y así comenzó su relación y el proyecto para esta película. La propia Moon So-ri asumió la función de coproductora. Jang Yoon-ju recibió el guion para ser la tercera hermana, pero inicialmente se negó. Llevaba cinco años alejada del cine desde Por encima de la ley. Al final se decidió por la presencia de sus dos compañeras de reparto. Las tres prepararon el rodaje con una reunión familiar, con las hijas de cada una que jugaban juntas, en casa de Moon So-ri.

## Estreno y taquilla
Three Sisters se presentó en el 25.º Festival Internacional de Cine de Busan en octubre de 2020, y se estrenó en cines el 27 de enero de 2021 en Corea del Sur.
La película fue invitada al 20º Festival de Cine Asiático de Nueva York en la sección Frontlines. Se proyectó el 18 de agosto de 2021 en el Lincoln Center. También se exhibió en el Festival Internacional de Cine de Vancouver de 2021, en la sección Gateway, donde se proyectó por primera vez en octubre de 2021.

### Taquilla
La película se proyectó en 569 salas en Corea del Sur. Vendió 83 689 entradas y recaudó el equivalente en wones de 592 869 dólares estadounidenses, quedando por este último concepto en el puesto 25.º de las películas surcoreanas estrenadas en 2021.

## Recepción crítica
Panos Kotzathanasis (HanCinema) elogia la actuación de Kim Sun-young, Moon So-ri y Jang Yoon-ju, cada una de las cuales presenta a su personaje de forma diferente: el drama de la primera, la película social realista de la segunda y la comedia de la tercera. Kotzathanasis nota sin embargo que hay una descompensación entre toda esta parte y la mucho más breve de la revelación de la tragedia familiar, que se presenta en un estilo completamente diferente, con flashbacks en blanco y negro. La transición entre ambas partes resulta abrupta, no está bien resuelta. En la conclusión, escribe Kotzathanasis: «Three Sisters comunica sus mensajes sobre las consecuencias del trauma de manera convincente, mientras que no se pueden encontrar muchas fallas ni en la dirección y la actuación, ni en los valores de producción. Lo único que realmente impide que la película se vuelva grandiosa es la transición, que podría haberse manejado mucho mejor. Sin embargo, en su conjunto, definitivamente merece ser vista».
Jung Yu-jin, de News 1, elogia la actuación y escribe: «Las tres actrices, Moon So-ri, Kim Seon-young y Jang Yoon-ju, son incomparables». Jung elogia asimismo la dirección: «Vale la pena elogiar la capacidad de dirección detallada del director, que retrata el tema universal y mundano de la violencia doméstica de una manera comprensiva a través de las vidas de tres hermanas que parecen ordinarias e inusuales».
Rhythm Zaveri, que escribe para Asian Movie Pulse, aprecia la fotografía: «La fotografía toma algunas decisiones interesantes, dando a cada hermana una apariencia distinta con las luces y los objetivos». Critica la forma en que se produce la transición entre flashbacks y presente: «[se requería] una visión de dirección más precisa en este asunto, o incluso un montaje más pensado». Para concluir, Zaveri elogia la actuación del conjunto de Kim Sun-young, Moon So-ri y Jang Yoon-ju y escribe: «Fuera de estos pequeños reproches, Three Sisters ciertamente tiene sus méritos y merece una mirada, especialmente para maravillarse con las actuaciones de sus tres excelentes protagonistas femeninas y la sutileza con la que logra abarcar temas complicados en la narrativa sin esfuerzo».

## Documentación
Se ha publicado un libro que contiene el guion, historias de la producción, entrevistas y reseñas de la película: 세 자매 이야기 (마음산책) [La historia de tres hermanas (Caminando en el corazón)]. Se publicó en enero de 2021 (ISBN  9788960906563).

## Premios y nominaciones
| Año  | Premio                                         | Categoría                      | Candidato     | Resultado | Ref.                 |
| ---- | ---------------------------------------------- | ------------------------------ | ------------- | --------- | -------------------- |
| 2021 | 57th Baeksang Arts Awards                      | Mejor actriz (cine)            | Moon So-ri    | Nominada  | [ 15 ]               |
| 2021 | 57th Baeksang Arts Awards                      | Mejor actriz de reparto (cine) | Kim Sun-young | Ganadora  | [ 15 ]               |
| 2021 | 57th Baeksang Arts Awards                      | Mejor actriz revelación (cine) | Jang Yoon-ju  | Nominada  | [ 15 ]               |
| 2021 | 15th Asian Film Awards                         | Mejor actriz de reparto        | Jang Yoon-ju  | Nominada  | [ 16 ]               |
| 2021 | 26th Chunsa Film Art Awards                    | Mejor actriz                   | Moon So-ri    | Nominada  | [ 17 ]               |
| 2021 | 26th Chunsa Film Art Awards                    | Mejor actriz de reparto        | Kim Sun-young | Nominada  | [ 17 ]               |
| 2021 | 26th Chunsa Film Art Awards                    | Mejor actriz revelación        | Jang Yoon-ju  | Nominada  | [ 17 ]               |
| 2021 | 30th Buil Film Awards                          | Mejor actriz                   | Moon So-ri    | Nominada  | [ 18 ]               |
| 2021 | 30th Buil Film Awards                          | Mejor actriz de reparto        | Kim Sun-young | Ganadora  | [ 18 ]               |
| 2021 | 30th Buil Film Awards                          | Mejor director                 | Lee Seung-won | Nominado  | [ 19 ]               |
| 2021 | 30th Buil Film Awards                          | Mejor guion                    | Lee Seung-won | Nominado  | [ 19 ]               |
| 2021 | 41st Korean Association of Film Critics Awards | Mejor actriz                   | Moon So-ri    | Ganadora  | [ 20 ]               |
| 2021 | 41st Korean Association of Film Critics Awards | Mejor actriz de reparto        | Kim Sun-young | Ganadora  | [ 21 ]               |
| 2021 | 42nd Blue Dragon Film Awards                   | Mejor actriz                   | Moon So-ri    | Ganadora  | [ 22 ] [ 23 ] [ 24 ] |
| 2021 | 42nd Blue Dragon Film Awards                   | Mejor director                 | Lee Seung-won | Nominado  | [ 22 ] [ 23 ] [ 24 ] |
| 2021 | 42nd Blue Dragon Film Awards                   | Mejor guion                    | Lee Seung-won | Nominado  | [ 22 ] [ 23 ] [ 24 ] |
| 2021 | 42nd Blue Dragon Film Awards                   | Mejor actriz de reparto        | Kim Sun-young | Ganadora  | [ 22 ] [ 23 ] [ 24 ] |
| 2021 | 42nd Blue Dragon Film Awards                   | Mejor actriz de reparto        | Jang Yoon-ju  | Nominada  | [ 22 ] [ 23 ] [ 24 ] |
| 2021 | Golden Cinematography Awards                   | Premio especial del jurado     | Jang Yoon-ju  | Ganadora  | [ 25 ]               |
| 2021 | 8th Korean Film Writers Association Awards     | Mejor guion                    | Lee Seung-won | Ganador   | [ 26 ]               |
| 2021 | 8th Korean Film Writers Association Awards     | Mejor actriz de reparto        | Kim Sun-young | Ganadora  | [ 26 ]               |
| 2021 | Female Film Writer of the Year Award           | Mejor actriz                   | Moon So-ri    | Ganadora  | [ 27 ]               |
| 2021 | Busan Film Critics Awards                      | Mejor actriz                   | Kim Sun-young | Ganadora  | [ 28 ]               |
| 2021 | 2021 Women's Film Festival                     | Mejor actriz                   | Moon So-ri    | Ganadora  | [ 29 ]               |